# Richard Budgett
Richard Gordon McBride Budgett, OBE (* 20. März 1959 in Glasgow) ist ein ehemaliger britischer Ruderer, der 1984 Olympiasieger wurde. Nach seiner Karriere wurde er Sportmediziner. 

## Karriere
Richard Budgett siegte 1981 mit dem britischen Achter beim Match des Seniors, dem Vorläuferwettbewerb der U23-Weltmeisterschaften. Im gleichen Jahr trat er zusammen mit Thomas Cadoux-Hudson und Steuermann Adrian Ellison im Zweier mit Steuermann bei den Weltmeisterschaften 1981 in München an und gewann die Bronzemedaille hinter den Booten aus Italien und aus der DDR. Im Jahr darauf ruderten die drei Ruderer bei den Weltmeisterschaften 1982 in Luzern zusammen mit Geraint Fuller und Stephen King im Vierer mit Steuermann und belegten den fünften Platz mit fast drei Sekunden Rückstand auf das drittplatzierte Boot aus den Vereinigten Staaten. Bei den Weltmeisterschaften 1983 in Duisburg belegte der britische Vierer mit Steuermann in der Besetzung Ian McNuff, John Beattie, Martin Cross, Richard Budgett und Steuermann Alan Sherman den sechsten Platz. 
Bei den Olympischen Spielen 1984 in Los Angeles fehlten wegen des Olympiaboykotts der Ostblockstaaten die DDR, die Sowjetunion und die Tschechoslowakei, deren Vierer bei den Weltmeisterschaften 1983 vor den Briten lagen. Am Start waren die Weltmeister von 1983 aus Neuseeland und die Weltmeisterschaftstvierten aus der Bundesrepublik Deutschland. Bei den Neuseeländern war allerdings nur Steuermann Brett Hollister aus dem Weltmeisterboot übrig. Bei den Briten saßen Cross und Budgett aus dem Vorjahresvierer im Boot, Adrian Ellison war aus dem Achter zurückgekehrt und hinzu kamen Andrew Holmes und Steven Redgrave. Die Briten gewannen ihren Vorlauf vor dem Boot aus den Vereinigten Staaten und den Neuseeländern und waren damit wie das Siegerboot des anderen Vorlaufs aus Italien direkt für das Finale qualifiziert. Über den Hoffnungslauf kamen die Boote aus Neuseeland, den Vereinigten Staaten, der Bundesrepublik Deutschland und Kanada ins Finale. Im Finale siegten die Briten mit anderthalb Sekunden Vorsprung vor dem Boot aus den Vereinigten Staaten und den Neuseeländern.
Im Gegensatz zu seinen Mannschaftskameraden aus dem Goldvierer beendete der Zweimetermann Budgett seine sportliche Karriere nach dem Olympiasieg 1984. Der an der University of Cambridge ausgebildete Arzt wurde 1989 beim britischen olympischen Medizin-Zentrum tätig. Ab 1994 war er Vorsitzender des medizinischen Komitees der British Olympic Association. Er war von 1996 bis 2006 bei drei Olympischen Sommerspielen und drei Olympischen Winterspielen Chef der medizinischen Betreuung für das britische Olympiateam. 2003 wurde er Officer des Order of the British Empire, seit 2011 ist er Fellow des Royal College of Physicians.